# (11980) Ellis
(11980) Ellis (1995 SP8) – planetoida z grupy pasa głównego asteroid okrążająca Słońce w ciągu 3,87 lat w średniej odległości 2,46 j.a. Odkryta 17 września 1995 roku.